# 鸭子港乡
鸭子港乡，是中华人民共和国湖南省常德市汉寿县下辖的一个乡镇级行政单位。

## 行政区划
鸭子港乡下辖以下地区：
金鸭社区、仓兴村、全护村、全心村、太平障村、万坝村、丰临村、鸭子港村、五付村、横河岭村、福禄村、太兴村、新进村、车昏村、丁家拐村、南堤村、联兴村、连宏村、余家咀村和太丰村。